# 愛だけ探していられない
『愛だけ探していられない』（あいだけさがしていられない）は、藤井みつるによる日本の漫画作品。『姉系プチコミック』（小学館）にて2011年4月号（3号）から2013年7月号（12号）まで連載されていた。

## あらすじ
高校時代の友人の結婚式で久しぶりに再会した、美穂、鹿沼、春香の3人。結婚が早かったことを誇るかのような友人の物言いに苛立ち、後日設けた飲み会の席で話に花を咲かせる。性に奔放な美穂、バリバリのキャリアウーマンの鹿沼、売れないモデルの春香、3人はそれぞれの「愛」を探し求める。

## 登場人物
越野 美穂（こしの みほ）
都心のオフィス街の歯科に勤める歯科衛生士。セックスはスポーツであり、ストレス発散できる方法の1つ。体の相性を重視し、「男とはとりあえず寝てみる」が信条で、複数のセフレがいる。北条とは肉体関係のないピュアな関係を築く。
鹿沼（かぬま）
建設会社課長。部下や取引先の人からよく「怖い」と言われる。仕事はできるが、一度のめり込むと深く追求してしまう性質。
春香（はるか）
売れないモデル。6年同棲していた恋人と破局し、より仕事に精を出すようになる。バツイチと聞いていた東野と恋人になるが、まだ離婚が成立しておらず、未来のない関係に鹿沼からも釘を刺されるが、秘密で関係を続けていく。
白田（しろた）
人気の主婦モデル。体が弱い子供の世話のため、しばらく仕事を休むことにする。
北条 時氏（ほうじょう ときうじ）
政治家秘書。美穂が働く歯科の患者。七三分けで眼鏡をかけた真面目過ぎる青年。美穂のことを好きになる。代議士の申告漏れによる不正所得の責任を負わされ辞職。美穂の家に押しかけ、主夫業をこなす。美穂の超絶テクでもたたないEDのため肉体関係はない。
東野 圭介（ひがしの けいすけ）
広告代理店（内田広告）チーフプロデューサー。妻とは離婚前提の別居中だが、子供が成人するまでは籍を入れておく約束をしている。春香と恋人になる。
井崎 康（いざき やすし）
鹿沼が勤める会社のライバル社の営業マン。鹿沼が久しぶりにときめくが、実はゲイで同棲相手がいた。子供が欲しいから卵子を提供してほしいと鹿沼に話す。
清原 一郎（きよはら いちろう）
井崎の恋人。ゲイでなくストレートだが、井崎に口説き落とされた。酔った勢いで鹿沼と寝てしまう。

## 書誌情報
- 藤井みつる 『愛だけ探していられない』小学館 〈フラワーコミックスアルファ〉、全3巻
  1. 2012年3月9日発売 ISBN 978-4-09-134229-4
  2. 2013年3月8日発売 ISBN 978-4-09-135117-3
  3. 2013年9月10日発売 ISBN 978-4-09-135506-5